# WR 124
WR 124 (auch QR Sge oder Hen 2-427 genannt) ist ein Riesenstern im Sternbild Pfeil und einer der seltenen Wolf-Rayet-Sterne mit einer Oberflächentemperatur von 35.000 K. Der mehr als 10.000 Lichtjahre von der Erde entfernte Stern besitzt eine scheinbare Helligkeit von 11,2 mag. Der extreme Sternwind, der von ihm ausgeht, treibt seit etwa 10.000 Jahren seine Hülle mit hoher Geschwindigkeit von ihm weg und erzeugt so einen zirkumstellaren Nebel mit der Bezeichnung M1-67 um ihn herum.

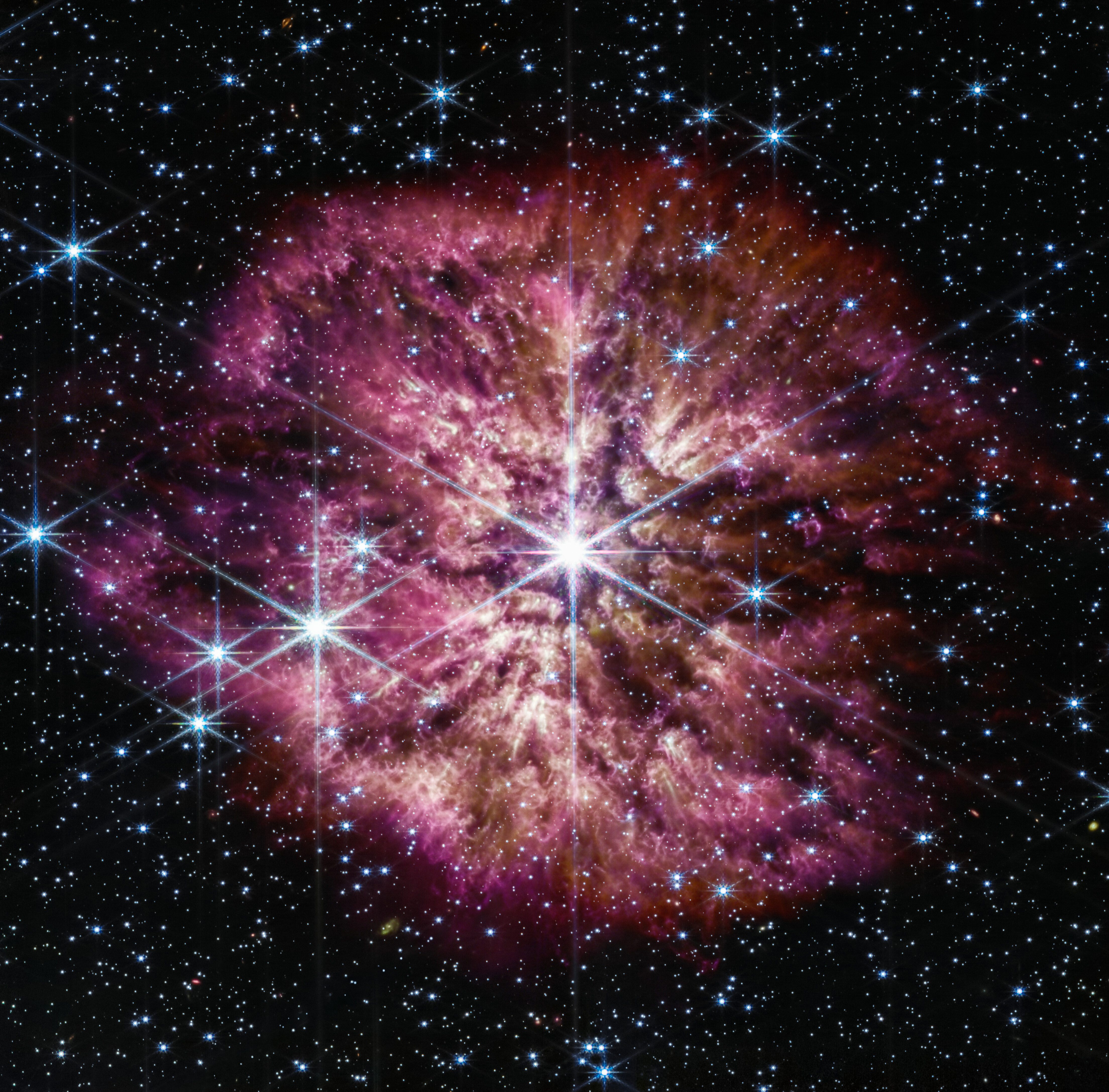
Infrarotaufnahme mithilfe des James Webb-Weltraumteleskops
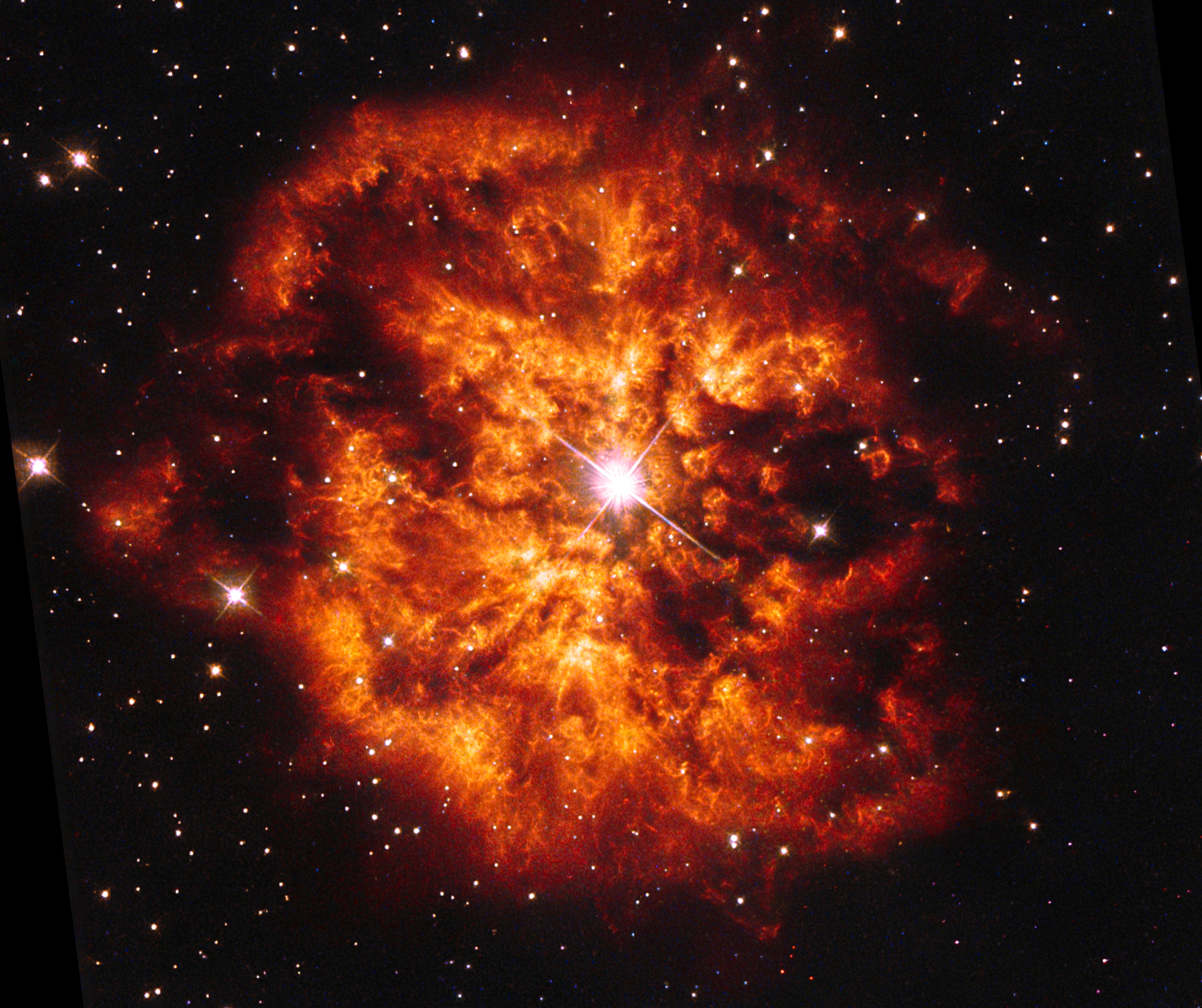
Aufnahme des Hubble-Teleskops
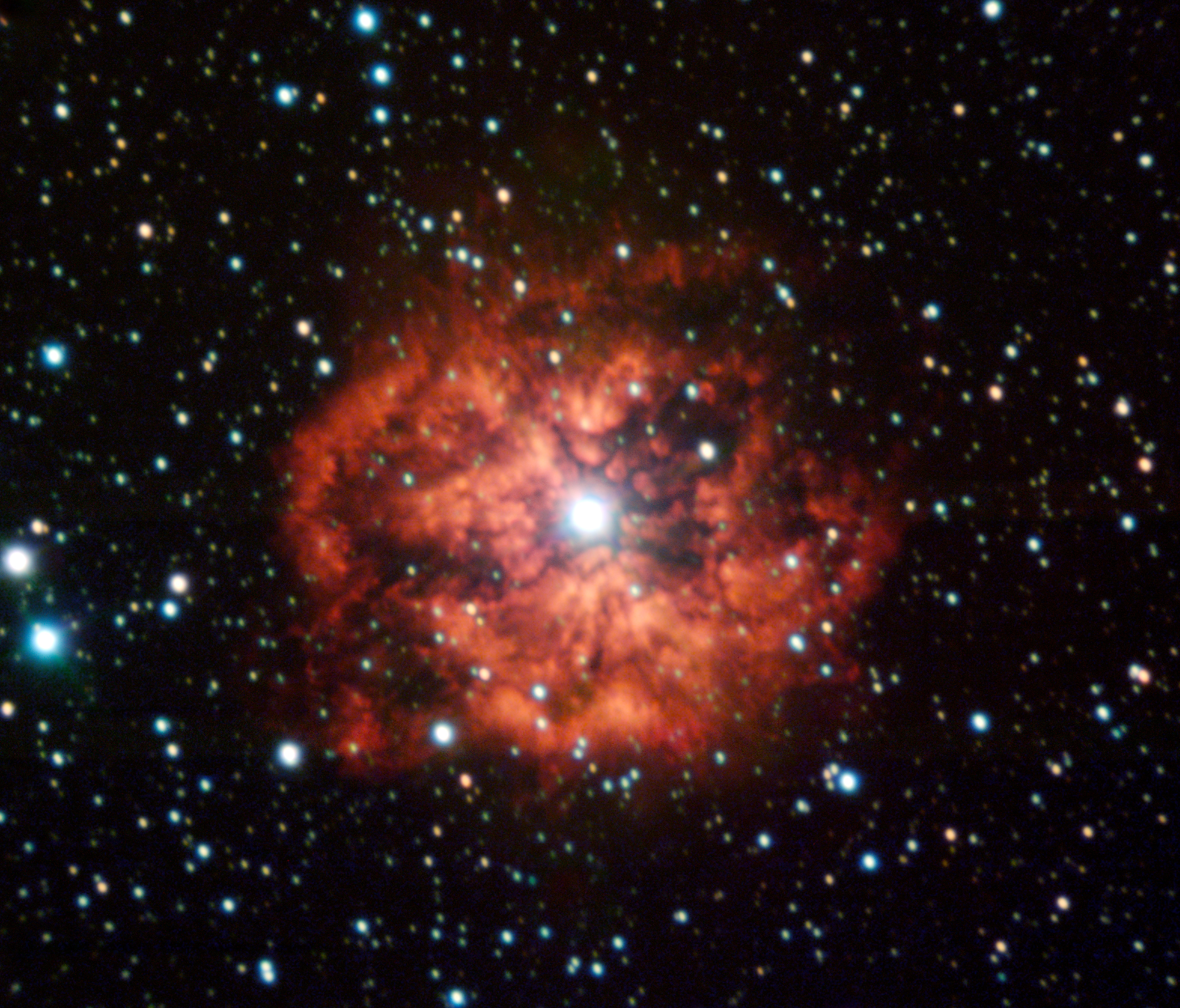
Aufnahme mittels Very Large Telescope